# HMS Odin (N84)
HMS Odin (N84) là một  tàu ngầm lớp Odin được Hải quân Hoàng gia Anh chế tạo vào cuối thập niên 1920. Nó là chiếc tàu chiến thứ tư của Hải quân Anh được đặt cái tên này, theo tên thần Odin trong thần thoại Bắc Âu. Nhập biên chế năm 1929, nó được phái sang phục vụ tại Viễn Đông cho đến khi Chiến tranh Thế giới thứ hai bùng nổ, và được điều về tăng cường cho lực lượng tại Địa Trung Hải khi Ý tuyên chiến với Pháp. Odin bị các tàu khu trục Ý Strale và Baleno đánh chìm ngoài khơi vịnh Taranto vào ngày 14 tháng 6, 1940.

## Thiết kế và chế tạo

### Thiết kế
Lớp Odin được chế tạo với một thiết kế được cải biến, có kích thước lớn hơn chiếc nguyên mẫu HMS Oberon. Nó có chiều dài chung 283 ft 6 in (86,41 m), mạn tàu rộng 30 ft (9,1 m) và mớn nước sâu 16 ft 1 in (4,90 m). Nó có trọng lượng choán nước 1.781 tấn Anh (1.810 t) khi nổi và 2.083 tấn Anh (2.116 t) khi lặn. Con tàu được vận hành bằng hai động cơ diesel Admiralty công suất 2.950 bhp (2.200 kW) cùng hai động cơ điện công suất 1.350 shp (1.010 kW), mỗi chiếc dẫn động một trục chân vịt. Nó đạt được tốc độ tối đa 15 kn (28 km/h) trên mặt nước và 9 kn (17 km/h) khi di chuyển ngầm.
Lớp Odin có thủy thủ đoàn đầy đủ 53 đến 55 người. Con tàu trang bị một hải pháo QF 4-inch/40 Mk IV, hai súng máy Lewis, cùng tám ống phóng ngư lôi 533 milimét (21,0 in), gồm sáu ống trước mũi và hai ống phía đuôi. Nó có thể mang theo tổng cộng 24 ngư lôi 21 in (530 mm).

### Chế tạo
Odin được đặt lườn tại Xưởng tàu Chatham tại Chatham, Kent vào ngày 23 tháng 6, 1927. Nó được hạ thủy vào ngày 23 tháng 6, 1928 và nhập biên chế cùng Hải quân Hoàng gia Anh vào ngày 21 tháng 12, 1929.

## Lịch sử hoạt động
Sau khi phục vụ cùng Chi hạm đội tàu ngầm 5 tại Portsmouth trong giai đoạn 1929-1930, Odin được cử sang Viễn Đông, nơi nó phục vụ cùng Chi hạm đội tàu ngầm 5 đặt căn cứ tại Hong Kong từ năm 1930 đến năm 1939. Khi Chiến tranh Thế giới thứ hai nổ ra tại Châu Âu, trong giai đoạn 1939-1940, con tàu được điều sang Chi hạm đội tàu ngầm 8 đặt căn cứ tại Colombo, Ceylon (nay là Sri Lanka),  và đã tuần tra trong Ấn Độ Dương nhằm đối phó với hoạt động của thiết giáp hạm bỏ túi Đức Admiral Graf Spee. Sau đó Odin gia nhập Chi hạm đội tàu ngầm 1 đặt căn cứ tại Alexandria, Ai Cập vào tháng 4, 1940. Odin được điều sang Malta ngay trước khi Ý tuyên chiến với Pháp vào ngày 10 tháng 6.
Odin được phái tuần tra ngoài khơi vịnh Taranto khi nó bị tàu khu trục Ý Strale phát hiện lúc 23 giờ 21 phút ngày 13 tháng 6. Strale tấn công chiếc tàu ngầm bằng ngư lôi và hải pháo trước khi tìm cách húc mục tiêu, và Odin bắn trả một quả ngư lôi từ ống phóng phía đuôi trước khi lặn xuống ẩn nấp. Strale thả một loạt mìn sâu tấn công trước khi quay trở lại hoạt động tuần tra. Đến 01 giờ 57 phút ngày 14 tháng 6, tàu khu trục Baleno lại phát hiện thấy Odin đi trên mặt nước ở cách vị trí tấn công ban đầu khoảng 9 nmi (17 km). Baleno cũng tìm cách húc tàu ngầm đối phương, và Odin lại lặn xuống né tránh. Baleno thả một loạt hai quả mìn sâu, rồi quay trở lại và thả thêm một loạt ba quả nữa. Đến sáng hôm sau, máy bay tuần tra Ý phát hiện các vệt dầu loang ở cả hai vị trí tấn công nên tin rằng đã đánh chìm được hai tàu ngầm khác nhau. Thực ra chỉ có Odin chịu đựng cả hai đợt tấn công, đợt thứ nhất gây hư hại và đợt thứ hai đánh chìm nó tại tọa độ 39°30′B 17°30′Đ / 39,5°B 17,5°Đ.